# Surfwise, una família contra corrent
Surfwise, una família contra corrent és una pel·lícula documental estatunidenca de 2007 sobre la família de Doc Paskowitz, d'11 membres, dirigida per Doug Pray. La pel·lícula es va estrenar al Festival Internacional de Cinema de Toronto l'11 de setembre de 2007 i es va estrenar als cinemes dels Estats Units el 9 de maig de 2008. Paskowitz va estudiar a l'Escola de Medicina de la Universitat Stanford, es va fer el doctorat en medicina i va adoptar una filosofia de salut i dieta holística, mentre criava la seva gran família de vuit nois i una noia en una caravana amb la seva dona Juliette Paskowitz, i fundava una escola de surf.
El 19 de juliol de 2022 es va estrenar la versió doblada al català al programa Sense ficció de TV3. L'espai va ser seguit per 186.000 espectadors, cosa que va representar l'11,2% de quota de pantalla.

## Rebuda crítica
La pel·lícula va aparèixer a algunes llistes de crítics sobre els deu millors films del 2008. Noel Murray de The A.V. Club la va nomenar com la sisena millor pel·lícula de l'any, i Tasha Robinson, del mateix mitjà, la va situar el setena posició. La pel·lícula va rebre crítiques generalment positives, amb un 98% a Rotten Tomatoes. Men's Journal la va classificar com una de les millors pel·lícules de surf de tots els temps, només per darrere de The Endless Summer.
La banda sonora de la pel·lícula és una composició original de John Dragonetti de The Submarines.